# CI Corpo de Exército (Alemanha)
O CI Corpo de Exército teve um curto período de atuação, já que entrou em ação nos últimos meses da Segunda Guerra Mundial.

## Comandantes
- General der Artillerie Wilhelm Berlin (27 Fevereiro 1945 - 18 Abril 1945)[2]
- Generalleutnant Friedrich Sixt (18 Abril 1945 - 8 Maio 1945)

## Área de Operações
- Berlim (Fevereiro 1945 - Maio 1945)[2]

## Serviço de Guerra
| Data           | Exército    | Grupo de Exército | Lugar         |
| -------------- | ----------- | ----------------- | ------------- |
| Fevereiro 1945 | 9º Exército | Weichsel          | Oder, Küstrin |

## Ordem de Batalha
9 de Fevereiro de 1945
- Kampfgruppe 25. Panzergrenadier Division
- Infanterie-Division Döberitz
- Divisionsstab zbV 606

1 de Março de 1945
- Infanterie-Division Berlin
- Infanterie-Division Döberitz
- Divisionsstab zbV 606